# IC 2692
IC 2692 ist eine kompakte Galaxie vom Hubble-Typ C im Sternbild Löwe auf der Ekliptik. Sie ist schätzungsweise 952 Millionen Lichtjahre von der Milchstraße entfernt.
Das Objekt wurde am 27. März 1906 von Max Wolf entdeckt.